# Memorial nacional John Ericsson
El Memorial nacional John Ericsson, (en inglés: John Ericsson National Memorial) está ubicado cerca del National Mall en Ohio Drive y la Avenida Independencia, en Washington D. C. Estados Unidos. Está dedicado al hombre que revolucionó la historia naval con la invención de la hélice naval. El ingeniero sueco John Ericsson fue también el diseñador del USS Monitor, el barco que garantizó la supremacía naval de la Unión durante la Guerra de Secesión.
El monumento nacional fue autorizado por el Congreso el 31 de agosto de 1916, y dedicado el 29 de mayo de 1926 por el presidente Calvin Coolidge y el príncipe heredero Gustavo Adolfo de Suecia. El Congreso asignó 35 000 dólares para la creación del monumento, y los estadounidenses principalmente de origen escandinavo aportaron una suma adicional de 25 000 dólares. Construido en un lugar cercano al Monumento a Lincoln entre septiembre de 1926 y abril de 1927, el memorial de granito rosa Milford es de 6.1 metros de alto con una base de diámetro de 46 metros. Fue esculpido por James Earle Fraser y cuenta con una figura sentada de Ericsson de 1.96 metros de altura, y tres figuras de pie que representan aventura, trabajo y visión. El monumento nacional es dirigido por el National Mall y Parques Conmemorativos.